# Liste des aéroports les plus fréquentés aux Pays-Bas
Cet article dresse une liste des aéroports les plus fréquentés des Pays-Bas.

## Évolution en graphique
Pour des raisons techniques, il est temporairement impossible d'afficher le graphique qui aurait dû être présenté ici.

Voir la requête brute et les sources sur Wikidata.

## 2015:Aéroports les plus fréquentés selon le nombre total de passagers
Pour l'année 2015, les 6 aéroports les plus fréquentés des Pays-Bas en trafic passagers. 
| Rang | Aéroport                               | Ville      | Total passagers | Evol. annuelle | Rang / changement |
| ---- | -------------------------------------- | ---------- | --------------- | -------------- | ----------------- |
| 1    | Aéroport d'Amsterdam-Schiphol          | Amsterdam  | 58 245 291      | 6,0%           | Stable            |
| 2    | Aéroport d'Eindhoven                   | Eindhoven  | 4 373 882       | 10,6%          | Stable            |
| 3    | Aéroport de Rotterdam-La Haye          | Rotterdam  | 1.639.383       | 0,9%           | Stable            |
| 4    | Aéroport de Maastricht-Aix-la-Chapelle | Maastricht | 195 180         | 19,1%          | Stable            |
| 5    | Aéroport de Groningue-Eelde            | Groningue  | 180 879         | 6,8%           | Stable            |

## [1]Références
1. 1 2  Statistics Netherlands - Aviation; monthly figures of Dutch airports